# フェレンツィエク広場
座標: 北緯47度29分35.05秒 東経19度3分21.55秒 / 北緯47.4930694度 東経19.0559861度
フェレンツィエク広場（洪:Ferenciek tere）とは、ハンガリーの首都ブダペストにある広場である。
ブダペスト地下鉄3号線のフェレンツィエク広場駅があるのに加えて、BKVのペシュトとブダ南部を結んでいる7系統が通っており、重要な交通結節点となっている。
この広場はブダペスト市の中心部にあり、ファッションの発信地たるヴァーツィ通りがここから始まっている。また、この広場周辺には国際的に認められている美食のレストランやローマ・カトリック文学の出版社が展開している。また、ドナウ川にかかるエルジェーベト橋までは徒歩5分程度の位置にある。